# 山崎博子
山崎博子（やまざき ひろこ、1951年 - ）は、日本の映画監督。
大阪府生まれ。関西大学文学部ドイツ文学科卒。大学在学中はアングラ演劇に携わる。広告代理店に勤務した後、コロンビア大学を経てカリフォルニア大学ロサンゼルス校大学院映画科卒。角川映画『ぼくらの七日間戦争2』で長編映画デビュー。他にドキュメンタリー映画『タラウマラの村々にて』など。女性初の日本映画監督協会理事でもある。

## 監督作品
- 『ジャクスタ』（1989・ロサンジェルス女性映画祭最優秀短編映画賞）
- 『ぼくらの七日間戦争2』（1991）
- 『タラウマラの村々にて』（2002）
- 『女性監督にカンパイ！』（2007）